# Scholarly Publishing and Academic Resources Coalition
Die Scholarly Publishing and Academic Resources Coalition (SPARC) ist ein internationaler Zusammenschluss von wissenschaftlichen Bibliotheken. Sie wurde 1998 in den USA durch die Association of Research Libraries gegründet. Ziel des Zusammenschlusses (Sitz: Washington, D.C.) ist es, ein Angebot an Publikationsmöglichkeiten für wissenschaftliche Literatur als Gegengewicht zu etablierten kommerziellen Verlagen zu schaffen, um die seit der Zeitschriftenkrise steigenden Kosten für die Bibliotheken zu senken. Für Europa existiert ein europäischer Zweig dieser Initiative namens SPARC Europe, der die europäischen Interessen bündelt und mit der Budapest Open Access Initiative und anderen kooperiert.
Gemeinsam mit vier weiteren Partnern, darunter die University of Kansas, gründete SPARC, im Jahr 2000, den gemeinnützigen Anbieter online verfügbarer, wissenschaftlicher Informationen BioOne.